# Brouchaud
Brouchaud est une commune française située dans le département de la Dordogne, en région Nouvelle-Aquitaine.

## Géographie

### Généralités
La commune de Brouchaud est située dans le quart nord-est du département de la Dordogne, en Périgord central.
Inclus dans l'aire d'attraction de Périgueux, le territoire communal est arrosé par le Blâme, qui y prend sa source, et son affluent la Soue, qui confluent en amont du bourg de Brouchaud.
Traversé par la route départementale (RD) 67E2, le petit bourg se situe, en distances orthodromiques, dix kilomètres au nord-ouest de Thenon et vingt-deux kilomètres à l'est du centre-ville de Périgueux.
La commune est également desservie par les RD 68 et 70.

### Communes limitrophes
Brouchaud est limitrophe de cinq autres communes. Au nord-est, son territoire est distant de 750 mètres de celui de Sainte-Eulalie-d'Ans.
|                       | Cubjac-Auvézère-Val d'Ans |          |
|                       | Brouchaud                 | Gabillou |
| Montagnac-d'Auberoche | Limeyrat                  | Ajat     |

### Géologie et relief

#### Géologie
Situé sur la plaque nord du Bassin aquitain et bordé à son extrémité nord-est par une frange du Massif central, le département de la Dordogne présente une grande diversité géologique. Les terrains sont disposés en profondeur en strates régulières, témoins d'une sédimentation sur cette ancienne plate-forme marine. Le département peut ainsi être découpé sur le plan géologique en quatre gradins différenciés selon leur âge géologique. Brouchaud est située dans le deuxième gradin à partir du nord-est, un plateau formé de roches calcaires très dures du Jurassique que la mer a déposées par sédimentation chimique carbonatée, en bancs épais et massifs.
Elle est à la fois dans le causse de Cubjac et le causse de Thenon, qui, avec le causse de Savignac, forment un ensemble de collines karstifiées dans les calcaires liasiques et jurassiques à l'est de Périgueux jusqu'à Excideuil et Thenon, d'environ 30 km N-S et 15 km O-E, coupé par les vallées de l'Isle, de l'Auvézère et de la Loue.
Les couches affleurantes sur le territoire communal sont constituées de formations superficielles du Quaternaire datant du Cénozoïque et de roches sédimentaires du Mésozoïque. La formation la plus ancienne, notée j2-3(Bz), date du Bajocien moyen au Bathonien inférieur, composée de calcaires micritiques et sublithographiques à oncolithes et de stromatolithes en alternance avec des niveaux de marnes noires en bancs réguliers. La formation la plus récente, notée CFp, fait partie des formations superficielles de type colluvions indifférenciées de versant, de vallon et plateaux issues d'alluvions, molasses, altérites. Le descriptif de ces couches est détaillé dans  la feuille « no 759 - Périgueux (est) » de la carte géologique au 1/50 000 de la France métropolitaine, et sa notice associée.

Carte géologique de Brouchaud.

#### Relief et paysages
Le département de la Dordogne se présente comme un vaste plateau incliné du nord-est (491 m, à la forêt de Vieillecour dans le Nontronnais, à Saint-Pierre-de-Frugie) au sud-ouest (2 m à Lamothe-Montravel). L'altitude du territoire communal varie quant à elle entre 127 m et 232 m,.
Dans le cadre de la Convention européenne du paysage entrée en vigueur en France le 1er juillet 2006, renforcée par la loi du 8 août 2016 pour la reconquête de la biodiversité, de la nature et des paysages, un atlas des paysages de la Dordogne a été élaboré sous maîtrise d’ouvrage de l’État et publié en octobre 2020. Les paysages du département s'organisent en huit unités paysagères et 14 sous-unités. La commune fait partie du Périgord central, un paysage vallonné, aux horizons limités par de nombreux bois, plus ou moins denses, parsemés de prairies et de petits champs.
La superficie cadastrale de la commune publiée par l'Insee, qui sert de référence dans toutes les statistiques, est de 11,94 km2,,. La superficie géographique, issue de la BD Topo, composante du Référentiel à grande échelle produit par l'IGN, est quant à elle de 12,3 km2.

### Hydrographie

#### Réseau hydrographique
La commune est située dans le bassin de la Dordogne au sein du Bassin Adour-Garonne. Elle est drainée par la Soue et le Blâme, qui constituent un réseau hydrographique de 9 km de longueur totale,.
Le Blâme, d'une longueur totale de 6,14 km, prend sa source à l'extrême sud de la commune, à la résurgence du Puits de Bontemps, et se jette dans l'Auvézère en rive gauche sur la commune de Cubjac-Auvézère-Val d'Ans (territoire de l'ancienne commune de La Boissière-d'Ans). La quasi-totalité de son cours s'effectue sur la commune de Brouchaud, hormis les 800 derniers mètres.
La Soue, d'une longueur totale de 11,89 km, prend sa source dans la commune de Granges-d'Ans et se jette dans le Blâme en rive droite au sud-est du bourg de Brouchaud.

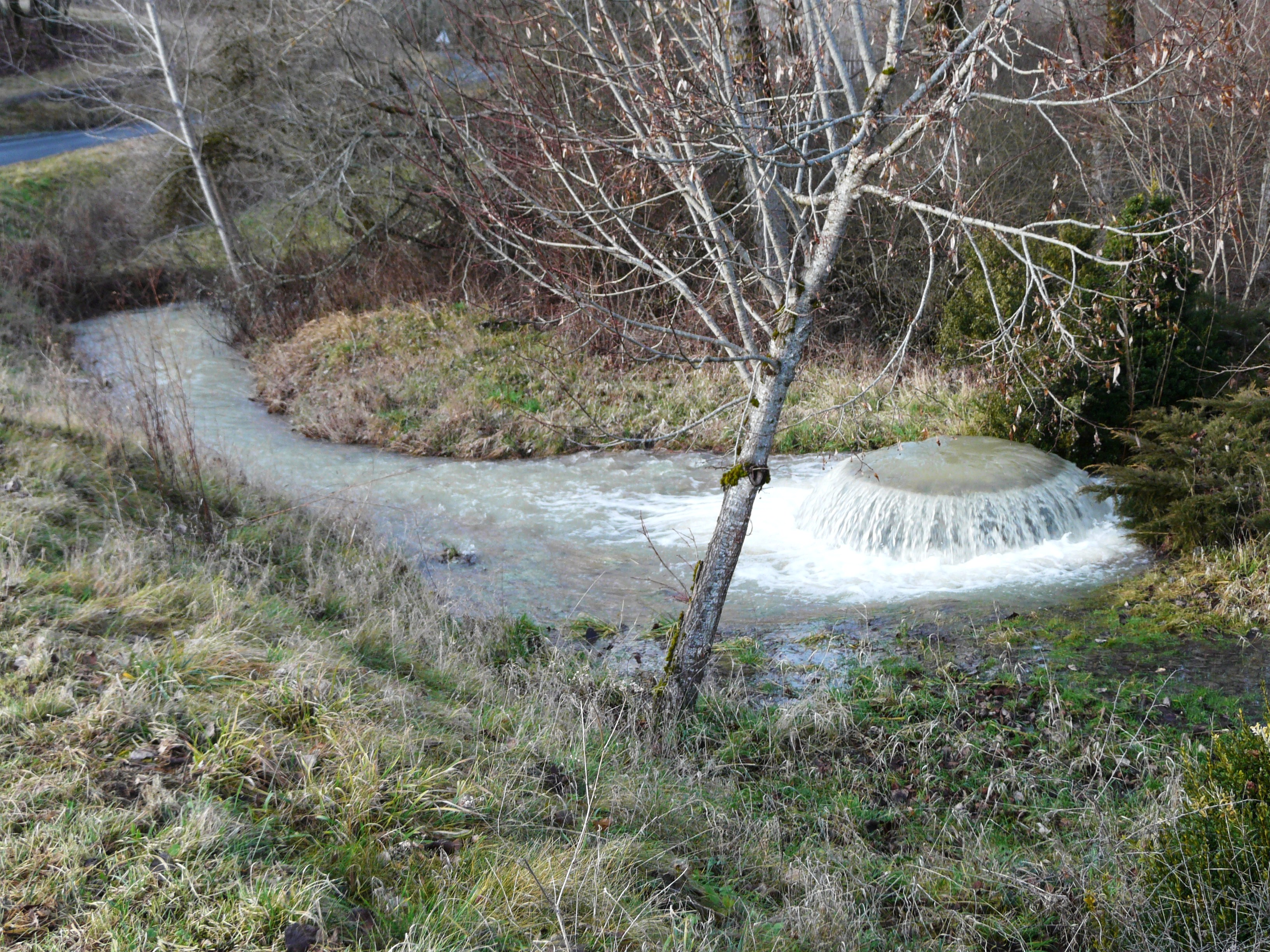
La source du Blâme au Puits de Bontemps, après une période de pluies intenses (janvier 2009).
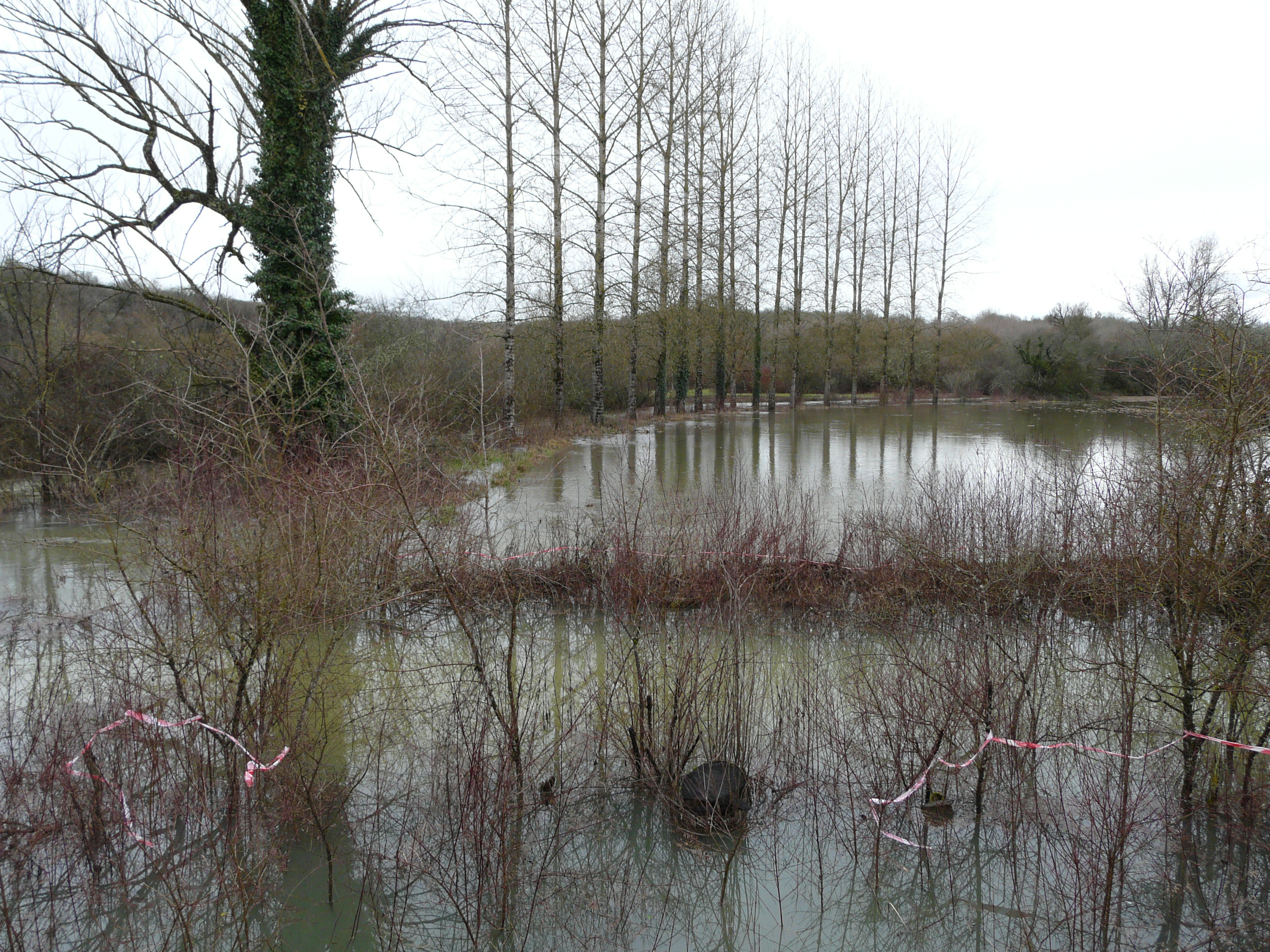
Crue du Blâme en février 2016.
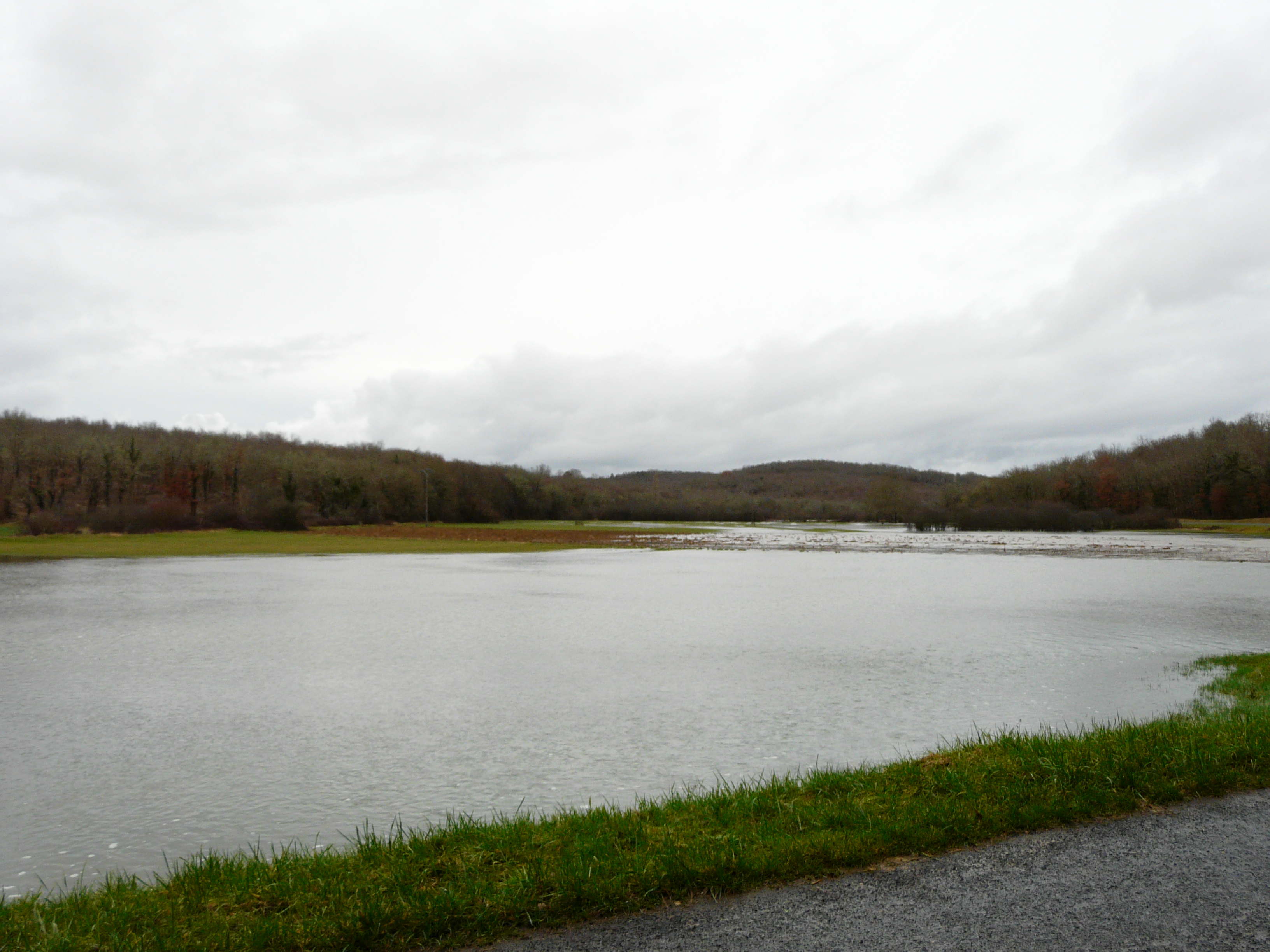
Crue de la Soue en février 2016.
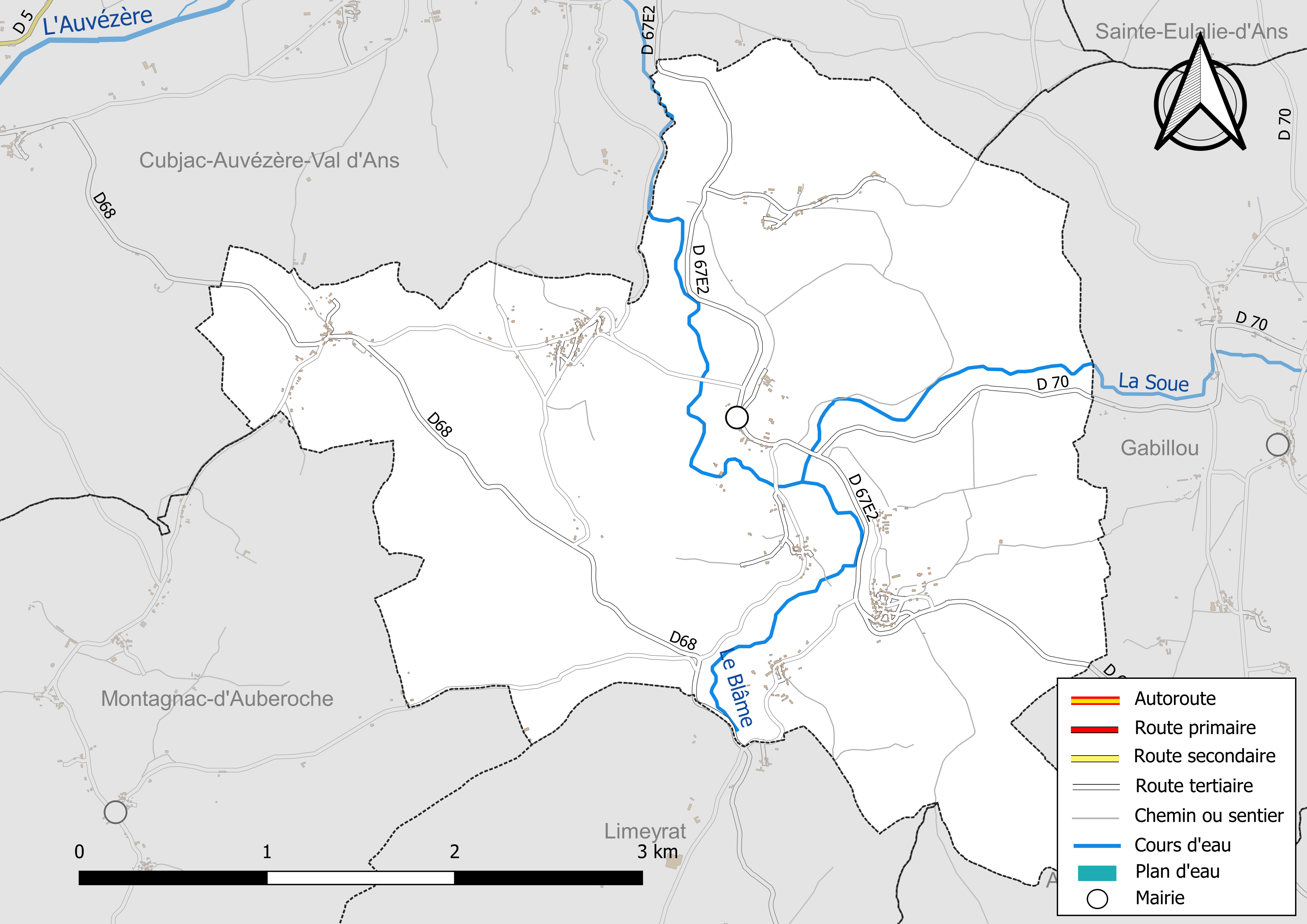
Réseaux hydrographique et routier de Brouchaud.

#### Gestion et qualité des eaux
Le territoire communal est couvert par le schéma d'aménagement et de gestion des eaux (SAGE) « Isle - Dronne ». Ce document de planification, dont le territoire regroupe les bassins versants de l'Isle et de la Dronne, d'une superficie de 7 500 km2, a été approuvé le 2 août 2021. La structure porteuse de l'élaboration et de la mise en œuvre est l'établissement public territorial de bassin de la Dordogne (EPIDOR). Il définit sur son territoire les objectifs généraux d’utilisation, de mise en valeur et de protection quantitative et qualitative des ressources en eau superficielle et souterraine, en respect des objectifs de qualité définis dans le troisième SDAGE  du Bassin Adour-Garonne qui couvre la période 2022-2027, approuvé le 10 mars 2022.
La qualité des eaux de baignade et des cours d’eau peut être consultée sur un site dédié géré par les agences de l’eau et l’Agence française pour la biodiversité.

### Climat
Pour des articles plus généraux, voir Climat de la Nouvelle-Aquitaine et Climat de la Dordogne.
Historiquement, la commune est exposée à un climat océanique aquitain.  
En 2020, Météo-France publie une typologie des climats de la France métropolitaine dans laquelle la commune est exposée à un climat océanique altéré et est dans une zone de transition entre les régions climatiques « Aquitaine, Gascogne » et « Ouest et nord-ouest du Massif Central ». La première est caractérisée par une pluviométrie abondante au printemps, modérée en automne, un faible ensoleillement au printemps, un été chaud (19,5 °C), des vents faibles, des brouillards fréquents en automne et en hiver et des orages fréquents en été (15 à 20 jours).  La seconde présente une pluviométrie annuelle de 900 à 1 500 mm, maximale en automne et en hiver.
Pour la période 1971-2000, la température annuelle moyenne est de 12,2 °C, avec  une amplitude thermique annuelle de 15,5 °C. Le cumul annuel moyen de précipitations est de 943 mm, avec 12,3 jours de précipitations en janvier et 7,3 jours en juillet. Pour la période 1991-2020, la température moyenne annuelle observée sur la station météorologique la plus proche, située sur la commune de Thenon à 10 km à vol d'oiseau, est de 12,9 °C et le cumul annuel moyen de précipitations est de 907,1 mm,. Pour l'avenir, les paramètres climatiques de la commune estimés pour 2050 selon différents scénarios d’émission de gaz à effet de serre sont consultables sur un site dédié publié par Météo-France en novembre 2022.

## Urbanisme

### Typologie
Au 1er janvier 2024, Brouchaud est catégorisée commune rurale à habitat très dispersé, selon la nouvelle grille communale de densité à 7 niveaux définie par l'Insee en 2022.
Elle est située hors unité urbaine. Par ailleurs la commune fait partie de l'aire d'attraction de Périgueux, dont elle est une commune de la couronne,. Cette aire, qui regroupe 49 communes, est catégorisée dans les aires de 50 000 à moins de 200 000 habitants,.

### Occupation des sols
L'occupation des sols de la commune, telle qu'elle ressort de la base de données européenne d’occupation biophysique des sols Corine Land Cover (CLC), est marquée par l'importance des forêts et milieux semi-naturels (61 % en 2018), en diminution par rapport à 1990 (63 %). La répartition détaillée en 2018 est la suivante : 
forêts (59,8 %), zones agricoles hétérogènes (25,7 %), prairies (11,1 %), terres arables (2,2 %), milieux à végétation arbustive et/ou herbacée (1,1 %). L'évolution de l’occupation des sols de la commune et de ses infrastructures peut être observée sur les différentes représentations cartographiques du territoire : la carte de Cassini (XVIIIe siècle), la carte d'état-major (1820-1866) et les cartes ou photos aériennes de l'IGN pour la période actuelle (1950 à aujourd'hui).

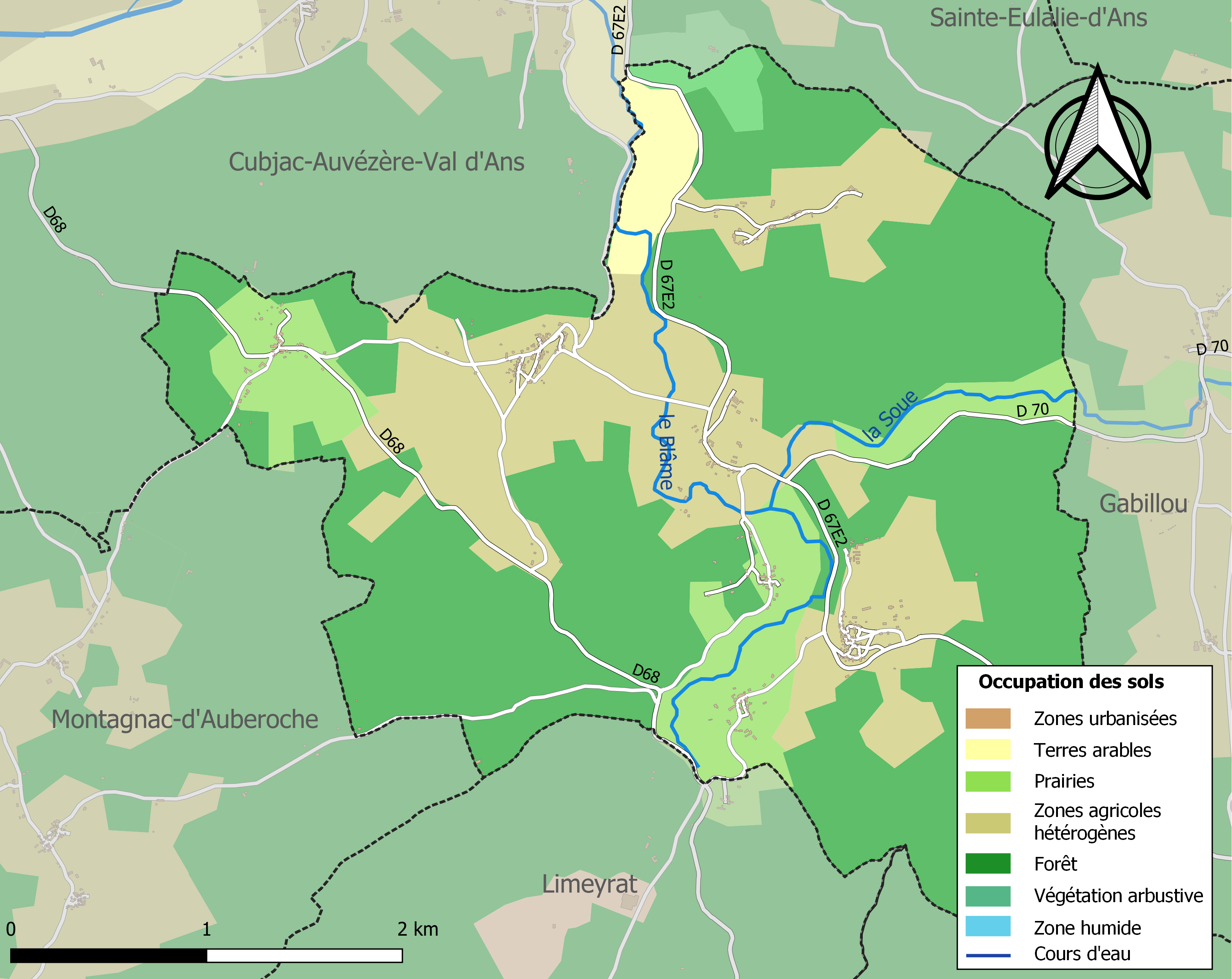
Carte des infrastructures et de l'occupation des sols de la commune en 2018 (CLC).

### Prévention des risques
Le territoire de la commune de Brouchaud est vulnérable à différents aléas naturels : météorologiques (tempête, orage, neige, grand froid, canicule ou sécheresse), feux de forêts, mouvements de terrains et séisme (sismicité très faible). Un site publié par le BRGM permet d'évaluer simplement et rapidement les risques d'un bien localisé soit par son adresse soit par le numéro de sa parcelle.
Brouchaud est exposée au risque de feu de forêt. L’arrêté préfectoral du 14 mars 2013 fixe les conditions de pratique des incinérations et de brûlage dans un objectif de réduire le risque de départs d’incendie. À ce titre, des périodes sont déterminées : interdiction totale du 15 février au 15 mai et du 15 juin au 15 octobre, utilisation réglementée du 16 mai au 14 juin et du 16 octobre au 14 février. En septembre 2020, un plan inter-départemental de protection des forêts contre les incendies (PidPFCI) a été adopté pour la période 2019-2029,.

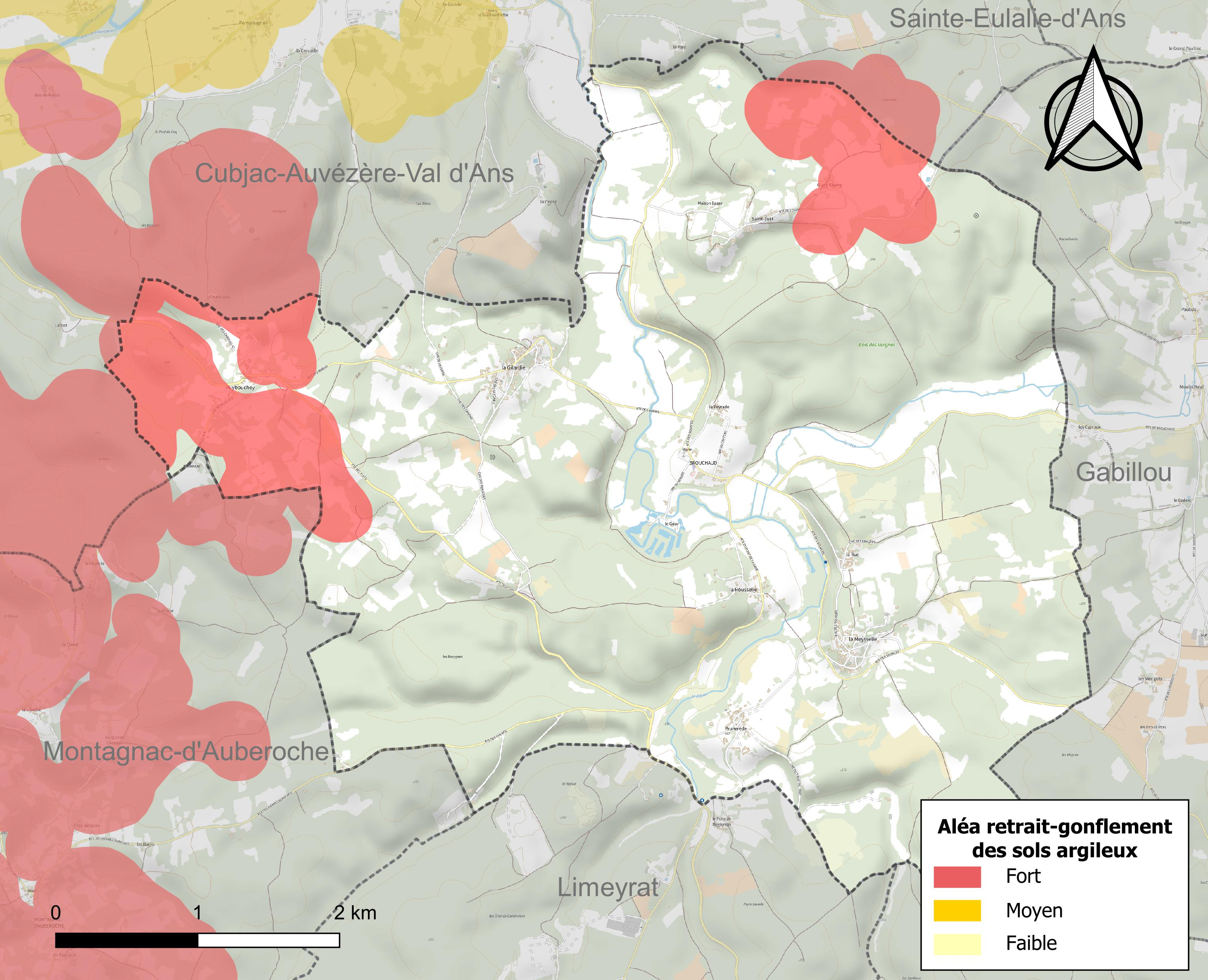
Carte des zones d'aléa retrait-gonflement des sols argileux de Brouchaud.

Les mouvements de terrains susceptibles de se produire sur la commune sont des tassements différentiels. Le retrait-gonflement des sols argileux est susceptible d'engendrer des dommages importants aux bâtiments en cas d’alternance de périodes de sécheresse et de pluie. 10,8 % de la superficie communale est en aléa moyen ou fort (58,6 % au niveau départemental et 48,5 % au niveau national métropolitain). Depuis le 1er octobre 2020, en application de la loi ÉLAN, différentes contraintes s'imposent aux vendeurs, maîtres d'ouvrages ou constructeurs de biens situés dans une zone classée en aléa moyen ou fort,.
La commune a été reconnue en état de catastrophe naturelle au titre des dommages causés par les inondations et coulées de boue survenues en 1982, 1986 et 1999 et par des mouvements de terrain en 1999.

## Toponymie
En occitan, la commune porte le nom de Brochau.

## Histoire
Sur la carte de Cassini représentant la France entre 1756 et 1789, le village apparaît sous le nom de Broucheaud.
C'est grâce au dévouement et à l'énergie de cet homme de bien que fût Jean Eugène BRACHET-(1824-1886)- Président du Syndicat du Blâme - que la vallée du Blâme fût assainie en 1863 et 1878 et que les habitants de BROUCHAUD furent désormais débarrassés du fléau pestilentiel des fièvres paludéennes.

## Politique et administration

### Rattachements administratifs et électoraux
La commune de Brouchaud est rattachée, dès 1790, au canton de Cubjac qui dépendait du district d'Excideuil jusqu'en 1795, date de suppression des districts. Lorsque ce canton est supprimé par la loi du 8 pluviôse an IX (28 janvier 1801) portant sur la « réduction du nombre de justices de paix », la commune est rattachée au canton de Thenon dépendant de l'arrondissement de Périgueux.
Dans le cadre de la réforme de 2014 définie par le décret du 21 février 2014, ce canton disparaît aux élections départementales de mars 2015. La commune est alors rattachée au canton d'Isle-Loue-Auvézère.
En 2017, Brouchaud est rattachée à l'arrondissement de Nontron,.

### Intercommunalité
Au 1er janvier 2013, Brouchaud rejoint la communauté de communes Causses et Rivières en Périgord. Celle-ci est dissoute le 1er janvier 2017 et ses communes — hormis Savignac-les-Églises qui rejoint Le Grand Périgueux — sont rattachées à la communauté de communes du Pays de Lanouaille qui la même année prend le nom de communauté de communes Isle-Loue-Auvézère en Périgord.

### Administration municipale
La population de la commune étant comprise entre 100 et 499 habitants au recensement de 2017, onze conseillers municipaux ont été élus en 2020,.

### Liste des maires
| Période                                  | Période   | Identité         | Étiquette | Qualité                     |
| ---------------------------------------- | --------- | ---------------- | --------- | --------------------------- |
| Les données manquantes sont à compléter. |           |                  |           |                             |
|                                          |           |                  |           |                             |
| 1989                                     | mars 2014 | Robert Aquin     | SE        | Retraité                    |
| mars 2014 (réélue en mai 2020)           | En cours  | Christel Pourcel | DVG       | Technicienne assainissement |

## Équipements et services publics

### Justice
Dans le domaine judiciaire, Brouchaud relève : 
- du tribunal judiciaire, du tribunal pour enfants, du conseil de prud'hommes et du tribunal de commerce de Périgueux ;
- du pôle Nationalité du tribunal judiciaire de Périgueux (compétent uniquement dans le domaine de la nationalité) ;
- de la cour d'appel, du tribunal administratif et de la  cour administrative d'appel de Bordeaux.

## Population et société

### Démographie
L'évolution du nombre d'habitants est connue à travers les recensements de la population effectués dans la commune depuis 1793. Pour les communes de moins de 10 000 habitants, une enquête de recensement portant sur toute la population est réalisée tous les cinq ans, les populations de référence des années intermédiaires étant quant à elles estimées par interpolation ou extrapolation. Pour la commune, le premier recensement exhaustif entrant dans le cadre du nouveau dispositif a été réalisé en 2008.

En 2022, la commune comptait 217 habitants, en évolution de −2,69 % par rapport à 2016 (Dordogne : +0,37 %, France hors Mayotte : +2,11 %).
| 1793 | 1800 | 1806 | 1821 | 1831 | 1836 | 1841 | 1846 | 1851 |
| ---- | ---- | ---- | ---- | ---- | ---- | ---- | ---- | ---- |
| 321  | 403  | 377  | 529  | 537  | 495  | 564  | 532  | 528  |

| 1856 | 1861 | 1866 | 1872 | 1876 | 1881 | 1886 | 1891 | 1896 |
| ---- | ---- | ---- | ---- | ---- | ---- | ---- | ---- | ---- |
| 540  | 510  | 501  | 506  | 525  | 532  | 528  | 535  | 510  |

| 1901 | 1906 | 1911 | 1921 | 1926 | 1931 | 1936 | 1946 | 1954 |
| ---- | ---- | ---- | ---- | ---- | ---- | ---- | ---- | ---- |
| 464  | 440  | 438  | 381  | 376  | 321  | 338  | 266  | 251  |

| 1962 | 1968 | 1975 | 1982 | 1990 | 1999 | 2006 | 2008 | 2013 |
| ---- | ---- | ---- | ---- | ---- | ---- | ---- | ---- | ---- |
| 232  | 200  | 194  | 161  | 212  | 178  | 206  | 214  | 221  |

| 2018 | 2022 | - | - | - | - | - | - | - |
| ---- | ---- | - | - | - | - | - | - | - |
| 214  | 217  | - | - | - | - | - | - | - |

## Économie

### Emploi
En 2015, parmi la population communale comprise entre 15 et 64 ans, les actifs représentent 102 personnes, soit 44,9 % de la population municipale. Le nombre de chômeurs (neuf) a légèrement diminué par rapport à 2010 (dix) et le taux de chômage de cette population active s'établit à 9,1 %.

### Établissements
Au 31 décembre 2015, la commune compte vingt-trois établissements, dont dix au niveau des commerces, transports ou services, six dans la construction, quatre dans l'agriculture, la sylviculture ou la pêche, deux dans l'industrie, et un relatif au secteur administratif.

### La pierre de Brouchaud
Début 2025, l'Institut national de la propriété industrielle a homologué en tant qu'indication géographique la « pierre de Limeyrat » dont le gisement « s'étend sur une vingtaine de communes » et comprend notamment « la pierre de Brouchaud, celles de Thenon, d'Auberoche, de Montagnac ».

## Culture locale et patrimoine

### Lieux et monuments

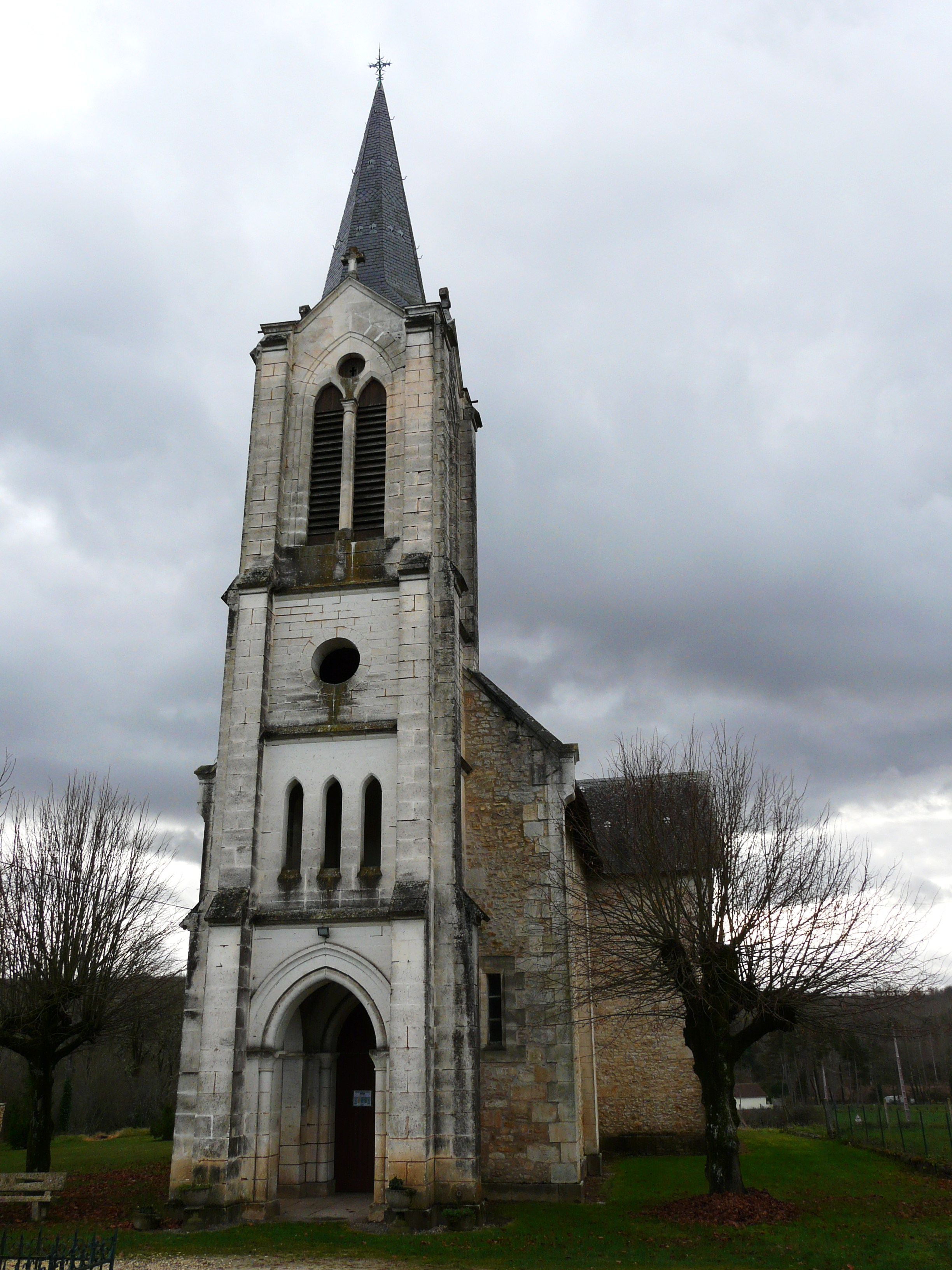
L'église Saint-Pierre-ès-Liens.

- Dolmen
- Restes d'une ancienne abbaye
- Gouffre très profond
- Église Saint-Pierre-ès-Liens
- Manoir de Saint-Just, XVIIe et XVIIIe siècles
- Manoir de la Gilardie, XVIIe et XVIIIe siècles

### Patrimoine naturel
Au sud et à l'ouest, deux portions représentant près d'un quart du territoire communal font partie du causse de Thenon qui s'étend également sur six autres communes. Cette zone calcaire boisée remarquable pour sa flore spécifique est classée comme zone naturelle d'intérêt écologique, faunistique et floristique (ZNIEFF) de type 2,.
Le puits de Bontemps, puits artésien formant la source du Blâme après une période de forte pluviosité, est situé à 1,5 km au sud du bourg de Brouchaud, à une dizaine de mètres du territoire communal de Limeyrat.

### Personnalités liées à la commune
Pascal Deguilhem, député de la première circonscription de la Dordogne en juin 2007, est né à Brouchaud en 1956.

## Pour approfondir